# Пекгуль, Налин
Налин Пекгуль (в девичестве Бакси, родилась 30 апреля 1967 года) — шведский политик от социал-демократической партии, медсестра, а также бывший депутат парламента. Была первой мусульманкой, получившей место в шведском парламенте.

## Биография
Родилась в Батмане, Турция. В 1980 году в возрасте 13 лет вместе с семьей иммигрировала из Турции в Швецию. Является сестрой курдского националиста и антирасистского активиста Курдо Бакси, а также племянницей писателя Махмута Бакси. Получила образование медсестры, которой она работала как до, так и после своего избрания на политический пост.

## Политическая деятельность
В 1982 году присоединилась к шведской социал-демократической молодежной лиге в Тенста, пригороде Стокгольма.
С 1994 по 2002 года была депутатом Шведского парламента. С 2003 по 2011 год была председателем женской социал-демократической партии Швеции. Шведский таблойд «Aftonbladet» отметил, что Налин Пекгуль была первой мусульманкой, избранной в парламент Швеции.
Поддерживала прогрессивную форму ислама и идеи исламского феминизма. Поддерживает шведскую монархию и считает, что социал-демократы должны исключить призывы к республике из своей партийной программы.
В 2018 году после 7 летней паузы в участии в политической жизни Швеции заявила, что вернется в политику, чтобы начать кампанию против религиозного экстремизма и культуры чести. Она провела кампанию в Гётеборге вместе с председателем муниципального совета Анн-Софи Херманссон. В интервью «Aftonbladet» призналась, что её интересует борьба против шведских демократов и других экстремистов. Социал-демократов критиковали за то, что они не поднимали вопросы насилия в защиту чести из-за страха потерять голоса.